# Sant Pere de Torelló
Sant Pere de Torelló est une commune de la province de Barcelone, en Catalogne, en Espagne, de la comarque d'Osona. En septembre 2012 la commune se déclare indépendante du gouvernement central espagnol.